# Euploea hewitsonia
Euploea hewitsonia är en fjärilsart som beskrevs av Felix Bryk 1937. Euploea hewitsonia ingår i släktet Euploea och familjen praktfjärilar. Inga underarter finns listade i Catalogue of Life.